# Cochrane / Pueyrredon
Cochrane / Pueyrredon (španělsky Lago Cochrane v Chile nebo Lago Pueyrredon v Argentině) je mezinárodní jezero na hranici chilského regionu Aysén a argentinské provincie Santa Cruz. Jezero nese jméno Thomase Cochranea, respektive Juana Martína de Pueyrredón.
Je ledovcového původu. Nachází se v Patagonských Andách. Leží v nadmořské výšce 112 m, jiné zdroje uvádí nadmořskou výšku 153 metrů. Jezero má rozlohu 320 km² (z toho 176,25 km² leží v Chile a 145 km² v Argentině), délku 68 km (z toho 20 km v Argentině) a maximální šířku 6,8 km. Nejvyšší hloubka je kolem 300 m. Od prosince 1996 do února 1997 byla na jezeře prováděna měření hloubky za pomoci sonaru a GPS. Výsledky ukázaly, že centrální část jezera dosahuje hloubky až 460 metrů.
Asi pět kilometrů západně od jezera leží na řece Río Cochrane městečko Cochrane.
Severně od jezera byl na chilské straně v roce 1967 zřízen národní park Reserva Nacional Lago Cochrane o Tamango.

## Vodní režim
Z jezera odtéká řeka Cochrane do stejnojmenného fjordu Tichého oceánu.

## Fauna a flóra
Jezero je bohaté na ryby.